# Lobelia nuttallii
Lobelia nuttallii är en klockväxtart som beskrevs av Schult.. Lobelia nuttallii ingår i släktet lobelior, och familjen klockväxter. Inga underarter finns listade i Catalogue of Life.

## Bildgalleri

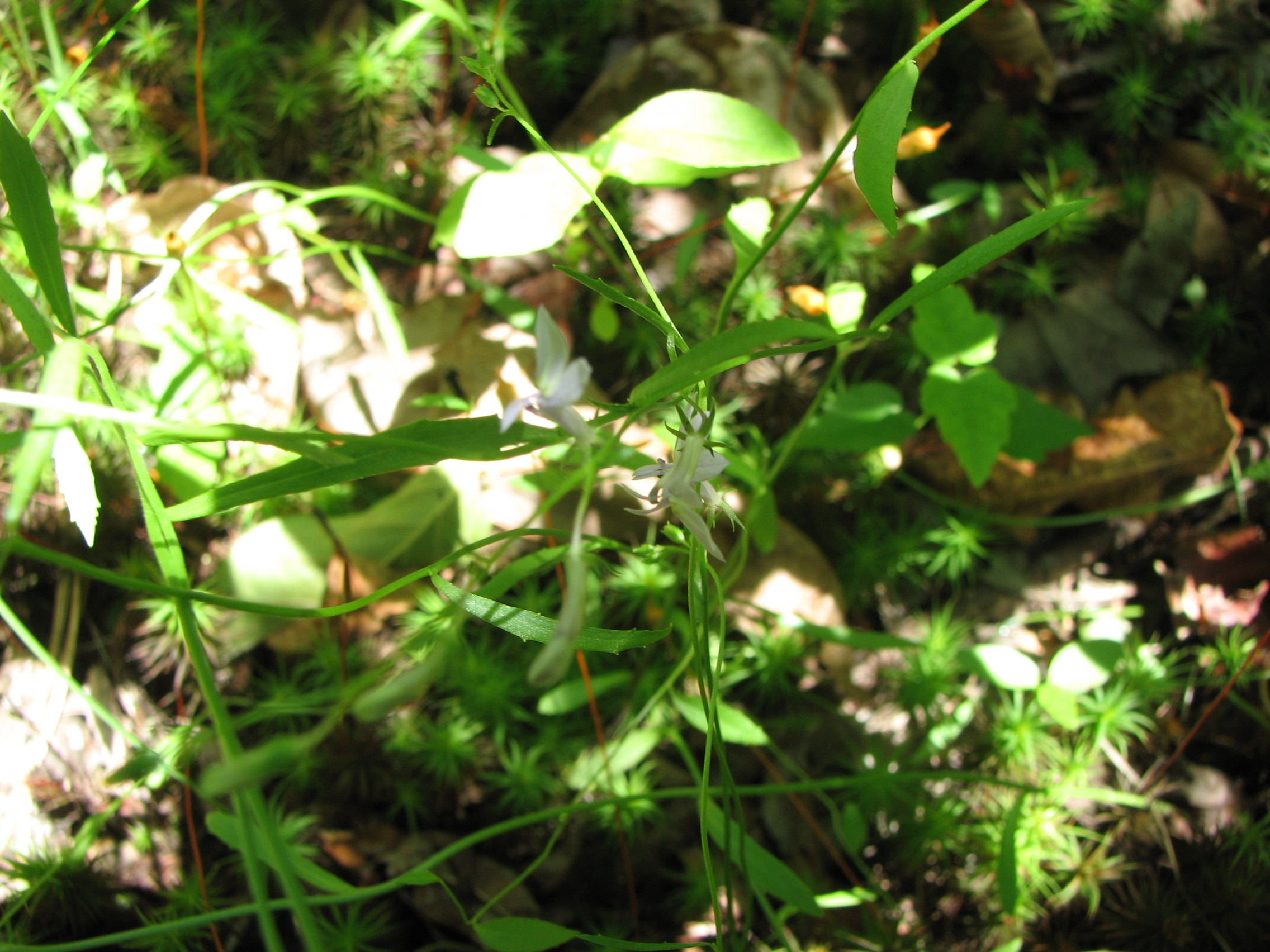
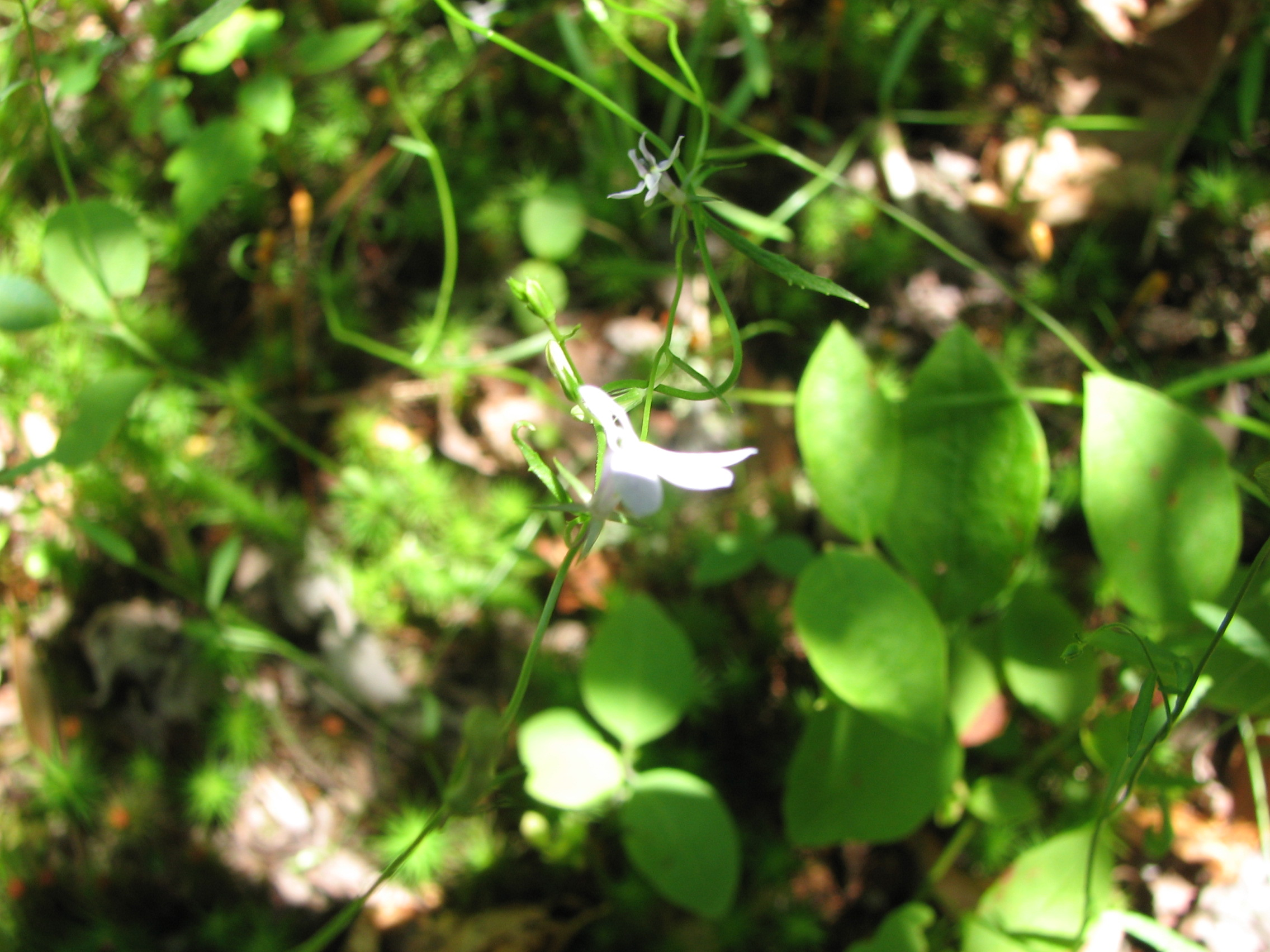